# Боково-Платове (заказник)
Боково-Платове — один з об'єктів природно-заповідного фонду Луганської області, ландшафтний заказник місцевого значення.

## Розташування
Розташований на північ від села Боково-Платове Антрацитівського району Луганської області. Координати: 48° 07' 33" північної широти, 39° 03' 12" східної довготи. Площа заказника — 598 га.

## Історія
Ландшафтним заказником місцевого значення «Боково-Платове» оголошене розпорядженням Луганської облдержадміністрації № 599 від 31 травня 1996 року.

## Загальна характеристика
Ландшафтний заказник знаходиться на місцевості з лісостеповим ландшафтом, що є типовим для Донецького кряжу. Розташований на полого-хвилястій височинній рівнині, розчленованій ярами і балками, часто зустрічаються гривки, гряди. Геологічна основа представлена породами кам'яновугільної системи — сланцями, пісковиками, вапняками. Ґрунти складаються з маломіцних щебенюватих і еродованих безкарбонатних чорноземів. Через заказник проходить річка Кріпенька, ліва притока річки Міус.

## Рослинний світ
На ділянці, де знаходиться заказник поширена різнотравно-типчаково-ковилова рослинність у комплексі з широколистяними байрачними лісами, які зростають по верхів'ях і схилах балок та ярів. Степи заказника представлені фітоценозом ковили дніпровської, української, Лессінга, волосистої, до яких долучаються костриця валійська і келерія гребінчаста. Зростають також цмин пісковий, самосил білоповстистий, шавлія сухостепова, грижниця Бессера, чистець трансільванський, звіробій звичайний. У степових угруповань заказника простежується наявність видів шипшини, більшість з яких є донецько-приазовськими або донецькими ендеміками.
У байрачних лісах зростають в основному діброви з домішками ясену звичайного. Підлісок представлений бруслиною бородавчастою і Черняєвою, жостором проносним, бузиною чорною. Зростають трав'янисті рослини куцоніжка лісова, яглиця звичайна, фіалки приємна і запашна, ранник високий, медунка темна, гравілат міський, чистотіл великий та інші. Зустрічаються занесені до Червоної книги України тюльпан дібровний та рябчик руський. У заказнику розповсюджені штучно висаджені ліси із дубу звичайного та акації білої.